# Парламентские выборы в Болгарии (2014)
Внеочередные выборы в 43-е Народное собрание Болгарии прошли 5 октября 2014 года.

## Предыстория
После выборов 12 мая 2013 года большинство мест в парламенте получила партия «Граждане за европейское развитие Болгарии» под руководством экс-премьер министра Бойко Борисова. Но «ГЕРБ» не заручилась абсолютным большинством и не смогла создать правительственную коалицию. Поэтому 23 мая Борисов вернул президенту Болгарии право на формирование правительства, которое тот передал «Болгарской социалистической партии», пришедшей на выборах второй. 29 мая Народное собрание избрало на должность премьер-министра Пламена Орешарски. Его поддержали 120 депутатов от «Социалистической партии» и «Движения за права и свободы».
В стране с первого дня работы Орешарски начались протесты против нового правительства, поводом для которых стало назначение Калина Тихолова на должность министра инвестиционного планирования и Деляна Пеевского на пост председателя Государственного агентства «Национальной безопасности». Замена этих политиков не успокоила демонстрантов, требовавших теперь отставки всего кабинета. В течение 2013—2014 годов оппозиция инициировала пять безуспешных голосований по вотуму недоверия правительству (2 октября, 17 октября в 2013 году, 12 февраля, 30 мая, 13 июня в 2014 году).
На выборах в Европейский парламент в Болгарии 2014 года «Болгарская социалистическая партия» потерпела поражение, сильно отстав от партии «ГЕРБ» (18,9 % у «БСП», 30,4 % у «ГЕРБ»). Несмотря на то, что популярность второго участника правительственной коалиции «Движения за права и свободы» увеличилась по сравнению с выборами в Народное собрание 2013 года (17,3 % против 11,3 % в 2013 году), оппозиционные партии призвали провести досрочные парламентские выборы. Лидер «ДНС» также поддержал идею отставки правительства и проведения выборов. 10 июня 2014 председатель «Болгарской социалистической партии» Сергей Станишев заявил о необходимости проведения выборов для легитимизации правительства.
23 июля Пламен Орешарски подал в отставку. 24 июля это решение поддержал парламент, 180 депутатов проголосовали за отставку. После того, как все парламентские партии отказались формировать правительство, президент Болгарии Росен Плевнелиев объявил о создании служебного кабинета министров, возглавил которое Георги Близнашки. 6 августа служебное правительство вступило в должность.
27 июля лидеры четырёх партий: «ГЕРБ», «БСП», «ДПС» и непарламентской «Болгария без цензуры» — договорились о назначении внеочередных выборов в Народной собрание на 5 октября. 30 июля эту дату подтвердил президент.

## Процедура выборов
Народное собрание Болгарии состоит из 240 депутатов, избираемых по пропорциональной системе в 31 многомандатном округе. Избирательная администрация представлена тремя уровнями: Центральная избирательная комиссия, 31 окружная избирательная комиссия в каждом многомандатном округе и около 12 тысяч участковых избирательных комиссий. ЦИК является постоянно работающим органом и состоит из двадцати членов, избираемых на 5 лет. Все избирательные органы формируются по предложениям политических партий и коалиций.
Кандидатов могут выдвигать политические партии, коалиции и инициативные комитеты. Списки кандидатов, предложенные партиями и коалициями, регистрируются в ЦИК и должны быть поддержаны 2500 подписями избирателей. Инициативные комитеты регистрируют в окружной избирательной комиссии. Они могут выдвигать независимых кандидатов, которым необходимо заручиться подписями 1 % избирателей округа, в котором они баллотируются (количество требуемых подписей не должно превышать 1 тысячу).
Территория страны разбита на 31 многомандатный округ. Количество мандатов в каждом округе определяет ЦИК с учётом населённости округа, минимум - 4 мандата. Партии и коалиции, набравшие больше 4 % на национальном уровне, и независимые кандидаты, получившие в округе больше голосов, чем предполагает окружная избирательная  квота, могут участвовать в распределении мандатов. Новый избирательный кодекс, принятый в марте 2014 года и учитывающий ряд рекомендаций БДИПЧ ОБСЕ, ввёл возможность преференциального голосования. Теперь избиратели могут проголосовать за весь избирательный список или за отдельных кандидатов в списке. Чтобы получить мандат в «преференциальном» порядке, кандидат должен набрать не менее семи процентов голосов избирателей, проголосовавших за его список.
Все граждане, достигшие 18 лет, имеют право голосовать, кроме тех, кто отбывает наказание в местах лишения свободы вне зависимости от тяжести преступления. Количество избирателей составляет примерно 6,5 миллиона. Для избирателей существует несколько возможностей для волеизъявления: голосование на избирательных участках, заочное голосование, голосование на дому, или голосование за рубежом. Закон запрещает многократное голосование. В течение нескольких лет обсуждался вопрос о голосовании в Интернете, но новый избирательный кодекс такую возможность не предусматривает. По информации ЦИКа, на трёхстах участках будет опробован автоматический подсчёт голосов параллельно с обычным голосованием, хотя результаты, полученные автоматически, не будут официальными.
Более 6 875 000 человек включены в избирательные списки. К участию в выборах допущены 7 коалиций и 18 партий. За ходом голосования следили более 17 тысяч наблюдателей.

## Социологические опросы
| Агентство           | Дата             | Источник                                              | ГЕРБ   | БСП    | ДПС    | Атака | РБ    | ББЦ   | ПФ    | АБВ   | Другие | Всего  |
| Выборы 2013         | 12 мая 2013      | Архивировано 15 мая 2013 года.                        | 30,5 % | 26,6 % | 11,3 % | 7,3 % | -     | -     | 3,7 % | -     | -      | -      |
| Отворено общество   | 6 июля 2014      | Архивная копия от 12 августа 2014 на Wayback Machine  | 25,4 % | 12,5 % | 4,5 %  | 2,3 % | 7,0 % | 2,9 % | 1,3 % | 1,8 % | 4,4 %  | 62,1 % |
| ЦАМ                 | 10 июля 2014     | Архивная копия от 21 июля 2014 на Wayback Machine     | 23,9 % | 13,7 % | 7,9 %  | 2,1 % | 3,3 % | 2,9 % | 2,2 % | 2,0 % |        | 58,0 % |
| Сова Харис          | 15 июля 2014     |                                                       | 23,0 % | 15,2 % | 8,0 %  | 1,3 % | 4,0 % | 5,9 % | 1,0 % | 2,7 % |        | 61,1 % |
| Екзакта рисърч      | 15 июля 2014     | Архивная копия от 27 июля 2014 на Wayback Machine     | 25,9 % | 15,3 % | 6,6 %  | 2,0 % | 6,0 % | 5,2 % | 2,3 % | 3,2 % |        | 66,5 % |
| ИМП                 | 25 июля 2014     | Архивная копия от 29 июля 2014 на Wayback Machine     | 27,2 % | 13,5 % | 7,3 %  | 2,4 % | 4,5 % | 6,0 % | 2,4 % | 4,0 % | 4,9 %  | 72,2 % |
| Галъп интернешънъл  | 6 августа 2014   | Архивная копия от 14 августа 2014 на Wayback Machine  | 23,4 % | 15,9 % | 7,8 %  | 1,7 % | 4,2 % | 4,9 % | 3,1 % | 2,4 % | 2,9 %  | 66,3 % |
| ЦАМ                 | 10 сентября 2014 | Архивная копия от 4 марта 2016 на Wayback Machine     | 36 %   | 22 %   | 15 %   | 3,5 % | 6 %   | 4 %   | 4,8 % | 3,5 % |        | 94,8 % |
| Афис                | 14 сентября 2014 | Архивная копия от 19 сентября 2014 на Wayback Machine | 34,3 % | 23,7 % | 10,1 % | 3,9 % | 5,5 % | 5,0 % | 5,5 % | 5,3 % | 6,8 %  | 100 %  |
| Галъп интернешънъл  | 18 сентября 2014 | Архивная копия от 25 сентября 2014 на Wayback Machine | 35,9 % | 18,3 % | 14,2 % | 3,4 % | 5,6 % | 5,8 % | 4,9 % | 3,6 % | 8,3 %  | 100 %  |
| Екзакта рисърч груп | 1 октября 2014   | Архивная копия от 4 октября 2014 на Wayback Machine   | 37 %   | 19,5 % | 15 %   | 3,3 % | 7 %   | 7 %   | 4,5 % | 4 %   |        | 97,3 % |

## Ход и итоги голосования
11 434 избирательных участков открылись без опоздания в 6 часов утра по местному времени 5 октября. Также 427 участков в 59 странах были открыты для граждан, проживающих за рубежом. По сообщению ЦИК, к 13 часам 23 % избирателей отдали свой голос, к 17 часам — 39,2 %. В 7 часов вечера по всей стране избирательные участки закрылись.

### Результаты
| Партия / Коалиция                                                         | Партия / Коалиция | Голоса    | Проценты | +/- %    | Депутаты | +/- депутатских мест |
| ------------------------------------------------------------------------- | ----------------- | --------- | -------- | -------- | -------- | -------------------- |
| Граждане за европейское развитие Болгарии                                 | ГЕРБ              | 1 072 491 | 32,67 %  | +2,13 %  | 84       | -13                  |
| БСП — Левая Болгария                                                      | БСП               | 505 527   | 15,40 %  | -11,21 % | 39       | -45                  |
| Движение за права и свободы                                               | ДПС               | 487 134   | 14,84 %  | +3,53 %  | 38       | +2                   |
| Реформаторский блок                                                       | РБ                | 291 806   | 8,89 %   | +8,89 %  | 23       | +23                  |
| Национальный фронт за спасение Болгарии (в коалиции Патриотический фронт) | НФСБ              | 239 101   | 7,28 %   | +4,08 %  | 19       | +19                  |
| Болгария без цензуры                                                      | ББЦ               | 186 938   | 5,69 %   | +5,69 %  | 15       | +15                  |
| Атака                                                                     | Атака             | 148 262   | 4,52 %   | -2,78 %  | 11       | -12                  |
| Альтернатива за болгарское возрождение                                    | АБВ               | 136 223   | 4,15 %   | +4,15 %  | 11       | +11                  |
| Остальные                                                                 |                   | 433 103   | 6,56 %   |          | —        |                      |